# سيتيمو فيتون
سيتيمو فيتون كوموني (بلدية) في مدينة تورينو الحضرية، بيدمونت ، شمال إيطاليا .
تقع على بعد حوالي 50 كيلومتر (31 ميل) شمال تورينو ، في منطقة كانافيز التقليدية.

## المعالم السياحية الرئيسية

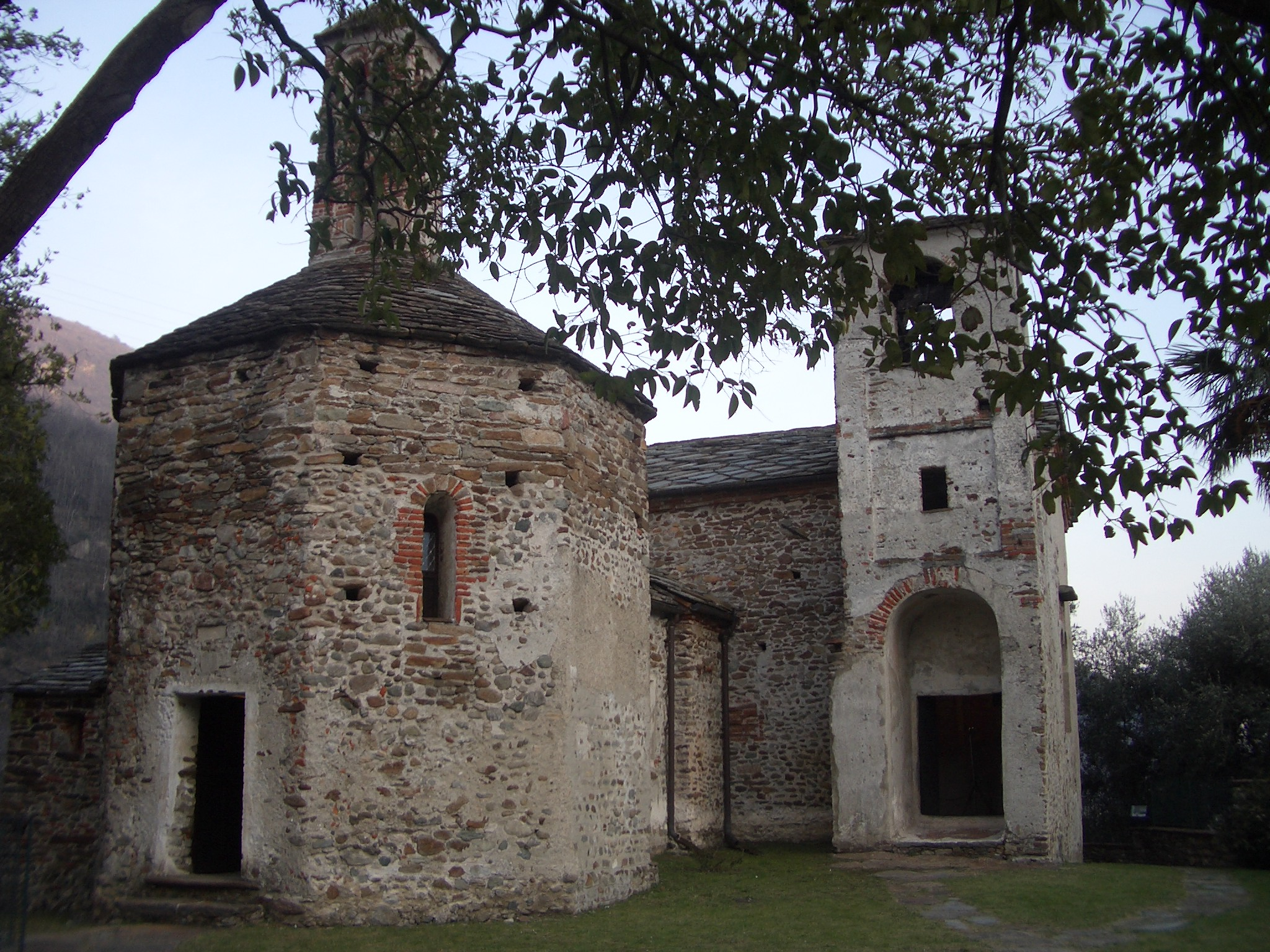
بييف سانت لورانس.

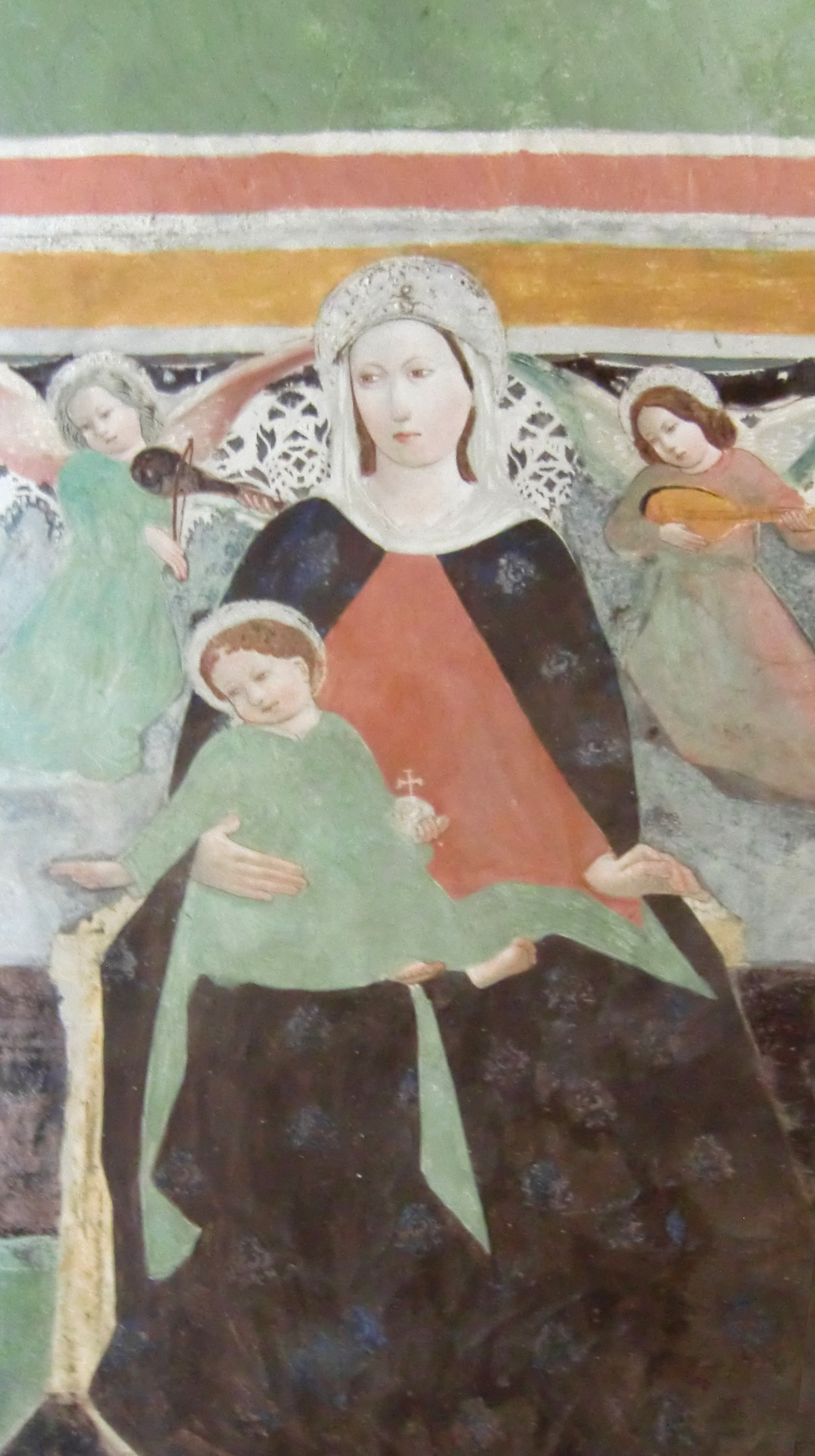
مادونا والطفل في الجص (التفاصيل) في حنية كنيسة القديس لورانس بليبان.

المعالم السياحية الرئيسية هي القلعة وبييف ( الكنيسة العامة ) ومعمودية القديس لورانس (أسقف أوتون ، وهو عزيز على شعب فرانك) ، والتي يعود تاريخها إلى أواخر القرن التاسع.
يعد من أحد الأمثلة الرئيسية لعمارة ما قبل الرومانسيك في بيدمونت ، وغالبًا ما يتميز ببرج جرس وحنية مستطيلة. فهي موطن للعديد من اللوحات الجدارية التي يعود تاريخها إلى منتصف القرن الحادي عشر إلى أواخر القرن الخامس عشر. سيتيمو مشتق من septimum lapidem من مدينة إيفريا على الطريق القنصلي الروماني في بلاد الغال.
تم العثور هنا على أنقاض القلعة القديمة ،والتي تقول الأسطورة أن بناها أتون أنسكاريو ، شقيق أنسجاردا ،ملكة فرانكس ودفن هنا. وفي القرن الرابع عشر، سيطرت سافوي على كل المنطقة وضمتها إلى دوقيتهم. وتم ترشيح أسياد المكان القدامى (إنريكو) التهم.
و في القرن السادس عشر ، تم تدمير القلعة واستبدالها بقصر فيلا جديد يسمى "القلعة الجديدة"
يقع جبل Colma di Mombarone في مكان قريب.